# Perminov
Perminov je priimek več oseb:
- Nikolaj Vlasovič Perminov, sovjetski general
- Anatolij Nikolajevič Perminov, ruski raketni znanstvenik